# Xylektypom

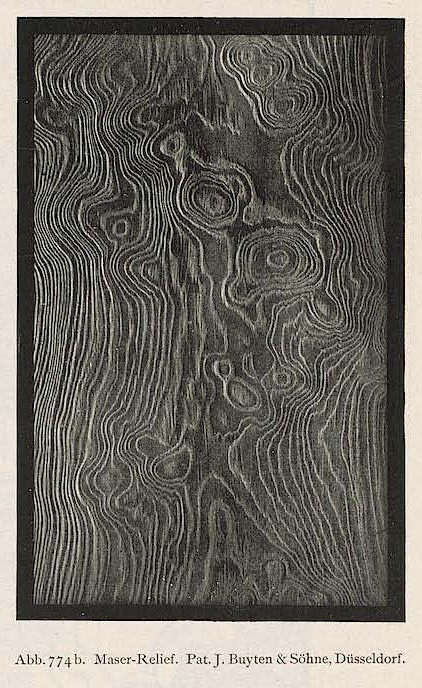
Maserrelief nach dem Xylektypomverfahren, 1898.

Xylektypom ist ein Holzbearbeitungsverfahren zur reliefartigen Hervorhebung der Holzmaserung.

## Wortherkunft
Das Kunstwort Xylektypom, Aussprache: Xylektypōm, bedeutet so viel wie Holzrelief und setzt sich zusammen aus griechisch xylon, Holz, und ektypon, erhabener Abdruck. Bisweilen findet sich auch die Schreibweise Xylectipom oder Xylektipom.

## Verfahren
Für das Xylektypomverfahren eignen sich vor allem amerikanische Nadelhölzer, weniger europäische Holzarten. Das Verfahren läuft in mehreren Schritten ab:
- Die zu bearbeitenden Holzplatten werden sorgfältig geglättet und durch Säuren erweicht.
- Mit einem Sandstrahlgebläse werden die weichen Holzteile ausgeblasen, so dass die natürliche Maserung des Holzes als Relief stehenbleibt.
- Die bearbeiteten Flächen werden gründlich abgebürstet, so dass etwa noch vorhandene Weichteile entfernt werden.
- Die bearbeiteten Platten werden gebeizt oder gefärbt.

Die dekorative Wirkung der natürlichen Maserung kann durch Ornamente erhöht werden.
Dies wird durch Abdecken der gewünschten Ziermotive erreicht, so dass sie vor der Wirkung des Sandgebläses geschützt werden.
Die Beize dringt in die verschieden harten Holzfasern verschieden tief ein und bringt dadurch neben der kräftigen Reliefwirkung noch einen feinen polychromen Effekt hervor. Dieser lässt sich noch durch Auftragen einer leichten Lasur steigern, die von den erhöhten, harten Stellen abgewischt wird und die Hohlräume ausfüllt.

## Entwicklung
Natürliche Maserreliefs entstehen, wenn Holz der Verwitterung ausgesetzt ist:
„Bretter und Balken, welche lange Zeit der Einwirkung der Atmosphärilien ausgesetzt sind, wittern allmählich ab und zeigen oft in äußerst interessanten Linien die Struktur der Jahresringe. … Sind dergleichen Holzflächen stellenweise mit einem schützenden Ueberzuge versehen (z. B. Schrift, mit Oelfarbe ausgeführt), so wittert rings um diese geschützten Stellen der Grund ab, die geschützten Stellen dagegen bleiben erhaben stehen. Wer auf Kirchhöfen alte hölzerne Grabkreuze, an Landstraßen Verbot- oder ähnliche Tafeln genau ansieht, wird das Gesagte bestätigt finden.“
Als künstlerisches Stilmittel wurden Maserreliefs in Europa durch japanische Holzobjekte mit Maserintarsien bekannt. Der Reliefeffekt entstand durch Ausschaben des weichen Untergrunds zwischen den harten Jahresringen mit Stäbchen aus Hartholz oder aus Knochen. Der Bildhauer Gotthold Riegelmann setzte um 1900 dieses Verfahren für Schnitzarbeiten ein, bei denen die Maserung des Holzes vom Untergrund in die erhaben geschnitzten Teile übergeht.
|  |  |  |

Die Anwendung des manuellen Verfahrens zum Aushöhlen des Zwischenraums zwischen den Jahresringen schied für die industrielle Fertigung von Möbeln wegen der hohen Kosten aus. Das 1870 erfundene Sandstrahlgebläse erlaubte es, den Prozess der Ausschabung zu automatisieren. Die Möbelfabrik J. Buyten und Söhne in Düsseldorf entwickelte von 1897 bis 1898 auf dieser Grundlage das Xylektypomverfahren und meldete es zum Patent an. Xylektypom war eine kostengünstige Alternative zu manuell hergestellten Maserreliefs.
Die Möbelfabrik J. Buyten und die Stuttgarter Möbelfabrik Georg Schöttle als Lizenznehmer nahmen Möbel mit Xylektypomverzierungen in ihr Produktionsprogramm auf und ließen bekannte Künstler Entwürfe für ihre Möbel anfertigen. So schuf Hans Eduard von Berlepsch-Valendas Möbelstücke mit Xylektypomverzierungen für die Erste Weltausstellung für angewandte Kunst in Turin 1902, und Bernhard Pankok entwarf Möbel für das württembergische Musikzimmer auf der Weltausstellung in St. Louis 1904.
Das Xylektypomverfahren blieb kaum ein Jahrzehnt in Mode. Der Kunsthistoriker Gustav Edmund Pazaurek urteilte 1909 über das Xylektypom, es habe in den Jahren der Herrschaft des Jugendstils durch unglückliche Schablonenornamente „geschmückt“ seine anfängliche Beliebtheit allzurasch eingebüßt.
|  |  |  |